# Kammeltal
Kammeltal è un comune tedesco di 3 391 abitanti, situato nel land della Baviera.